# Les Invités de mon père
Les Invités de mon père is een Franse film van Anne Le Ny die werd uitgebracht in 2010. 

## Verhaal
De 80-jarige Lucien gaat op een dag een schijnhuwelijk aan met Tatiana, een mooie Moldavische vrouw die veel jonger is dan hij en die illegaal in Frankrijk verblijft. Hij is een arts op rust, een geëngageerd man die zich onvermoeibaar blijft inzetten voor de goede zaak. Door met Tatiana te trouwen wil hij verhinderen dat zij het land wordt uitgewezen. De doortastende Tatiana droomt van een nieuwe toekomst voor zichzelf en van een fatsoenlijk onderwijs voor haar dochtertje Sorina.
Lucien nodigt zijn zoon Arnaud en zijn dochter Babette en hun familie uit om hen zijn nieuw gezinnetje voor te stellen. De familie vindt het wel een beetje vreemd dat Lucien hen voor voldongen feiten zet en dat zijn nieuwe vrouw zo jong is maar iedereen vindt dat Lucien ook op hoge leeftijd zijn engagement best mag beleven. Maar wat aanvankelijk de goedkeuring wegdroeg van Luciens kinderen is langzamerhand aanleiding tot ongerustheid en wrevel. Ze zien het gedrag van hun vader zienderogen veranderen en beseffen algauw dat Tatiana verre van een 'ideale' illegaal is.

## Rolverdeling
| Acteur            | Personage                                   |
| ----------------- | ------------------------------------------- |
| Michel Aumont     | (dokter) Lucien Paumelle                    |
| Karin Viard       | Babette Paumelle, huisdokter, zijn dochter  |
| Fabrice Luchini   | Arnaud Paumelle, advocaat, zijn zoon        |
| Valérie Benguigui | Karine, de vrouw van Arnaud                 |
| Olivier Rabourdin | Rémi, de man van Babette                    |
| Veronica Novak    | Tatiana, de Moldavische illegale vrouw      |
| Raphaël Personnaz | dokter Carter, de jonge collega van Babette |
| Flore Babled      | Julie, dochter van Arnaud en Karine         |